# Aparallactus turneri
Aparallactus turneri (маліндійський багатоніжкоїд) — вид отруйних змій родини земляних гадюк (Atractaspididae). Ендемік Кенії.

## Поширення і екологія
Маліндійські багатоніжкоїди мешкають в прибережних районах на сході Кенії. Вони живуть в прибережних лісах і чагарниках, на висоті до 400 м над рівнем моря.